# Rivière des Aulnaies (rivière Saguenay)
Pour les articles homonymes, voir Rivière des Aulnaies et Aulnaie (homonymie).
La rivière des Aulnaies est un affluent de la rivière Saguenay, coulant sur la rive nord-ouest du fleuve Saint-Laurent, successivement dans les municipalités de Bégin et Saint-Ambroise, dans la municipalité régionale de comté de Le Fjord-du-Saguenay, dans la région administrative de Saguenay–Lac-Saint-Jean, dans la Province de Québec, au Canada.
Le bassin versant de la rivière des Aulnaies est desservi par :
- côté ouest : par le chemin Saint-Léonard, chemin du rang Ouest, le chemin du 7e rang, le chemin du 5e rang, le chemin du 8e rang et le 2e rang Ouest pour la partie supérieure ;
- côté est : par le chemin du rang des Aulnaies qui se détache du chemin du rang double et qui devient au nord la route Principale, le chemin du 4e rang, le chemin du 5e rang[2],[3].

La foresterie et l’agriculture constituent les principales activités économiques du bassin versant.
La surface de la rivière des Aulnaies est habituellement gelée de la fin novembre au début avril, toutefois la circulation sécuritaire sur la glace se fait généralement de la mi-décembre à la fin mars.

## Géographie
Les principaux bassins versants voisins de la rivière des Aulnaies sont:
- Côté Nord: lac Labrecque, rivière des Habitants, lac Tchitogama, rivière Péribonka, rivière aux Sables;
- Côté Est: rivière à l'Ours, rivière Shipshaw, bras du Nord, lac Moncouche, rivière Caribou;
- Côté Sud: rivière Saguenay, ruisseau Gervais, ruisseau du lac Moellon;
- Côté Ouest: rivière Labonté, rivière aux Sables, rivière Péribonka, rivière Mistouk, rivière aux Harts, rivière à la Pipe, lac Saint-Jean[2].

La rivière des Aulnaies prend sa source du lac Chabot (longueur: 1,8 m) ; altitude: 138 m). Cette source est située dans la municipalité de Labrecque à :
- 3,0 km à l'est du lac Labrecque ;
- 16,2 km au sud-est du lac La Mothe ;
- 17,2 m) au nord de la rivière Saguenay ;
- 22,4 km au nord-ouest de l’embouchure de la rivière des Aulnaies (confluence avec la rivière Saguenay)[2],[4].

À partir du lac de tête, la rivière des Aulnaies coule sur 25,8 km, en zone forestière, agricole et de village, selon les segments suivants :
- 1,3 km vers l’est, jusqu’à la rivière des Habitants (venant du nord-ouest) ;
- 4,9 km vers le sud-est en recueillant le ruisseau William (venant du nord), jusqu’au ruisseau Fraser (venant du nord-est) ;
- 4,1 km vers le sud-est en serpentant jusqu’à la rivière Labonté (venant de l'ouest) ;
- 4,1 km vers le sud-ouest en serpentant, jusqu’à la rivière à l'Ours (venant du nord) ;
- 11,4 km vers le sud-est en traversant le village de Saint-Ambroise et en contournant du côté ouest une zone de marais, jusqu’à l’embouchure de la rivière[2].

La rivière des Aulnaies se déverse sur la rive nord de la rivière Saguenay. Cette embouchure est située à :
- 7,7 km à l'ouest du barrage de la centrale Shipshaw lequel est traversé par la rivière Saguenay ;
- 18,7 km à l'ouest du centre-ville de Saguenay ;
- 8,8 km au sud-est du centre du village de Saint-Ambroise ;
- 123 km à l'ouest de l’embouchure de la rivière Saguenay (confluence avec le fleuve Saint-Laurent)[2].

## Toponymie
La carte de 1852 conçue par l'arpenteur provincial Frederic William Blaiklock fait référence au toponyme « R. Des Aunes ». Le nom de lieu « Rivière des Aulnets » est aussi relevé sur la carte du canton de Bourget de 1881. L'arpenteur-géomètre Jean Maltais, dans son rapport sur le canton de Bégin, en 1895, mentionne « la rivière des Aulnaies ». Paru dans Régions de Québec, du Lac-Saint-Jean, de Chicoutimi et de la côte nord du Saint-Laurent, Description des cantons arpentés, explorations de territoires et arpentages des rivières et des lacs, de 1889 à 1908, publié par le Ministère des Terres et Forêts, Québec, 1908, page 6. Le mot aulnaie désigne un lieu planté d'aulnes. La Commission de géographie de Québec, l'actuelle Commission de toponymie du Québec, a adopté le toponyme « Rivière des Aulnaies » le 4 novembre 1948.
Le toponyme de « rivière des Aulnaies » a été officialisé le 5 décembre 1968 à la Banque des noms de lieux de la Commission de toponymie du Québec.